# Tomtsjön, Småland
Tomtsjön är en sjö i Tingsryds kommun och Växjö kommun i Småland och ingår i Ronnebyåns huvudavrinningsområde. Sjön har en area på 0,0768 kvadratkilometer och ligger 148,3 meter över havet.
1880 byggdes Tomtsjö kanal för att binda samman den lilla Tomtsjön med Rottnen. Orsaken var att Rottnens södra stränder var svårtillgängliga och att det var svårt att dra fram väg till sjön från Linneryd, men till Tomtsjön gick det lättare. Då järnvägen Växjö-Tingsryd-Bredåkra invigdes 1900 upphörde den regelbundna trafiken genom Tomtsjö kanal, men flottning av timmer och ved genom kanalen fortsatte till 1918. 
Genom kanalen har Tomtsjöns nivå kommit att sänkas, den låg tidigare någon meter högre. Det gamla avloppet ur sjön låg sydväst om den nuvarande kanalen.

## Delavrinningsområde
Tomtsjön ingår i det delavrinningsområde (629027-145978) som SMHI kallar för Utloppet av Rottnen. Medelhöjden är 168 meter över havet och ytan är 135,91 kvadratkilometer. Räknas de 2 avrinningsområdena uppströms in blir den ackumulerade arean 245,61 kvadratkilometer. Avrinningsområdets utflöde Ronnebyån mynnar i havet. Avrinningsområdet består mestadels av skog (66 %). Avrinningsområdet har 33,34 kvadratkilometer vattenytor vilket ger det en sjöprocent på 24,5 %. Bebyggelsen i området täcker en yta av 2,44 kvadratkilometer eller 2 % av avrinningsområdet.